# Alcis siniterata
Alcis siniterata är en fjärilsart som beskrevs av Eugen Wehrli 1943. Alcis siniterata ingår i släktet Alcis och familjen mätare. Inga underarter finns listade i Catalogue of Life.